# Oberheldrungen
Oberheldrungen é um município da Alemanha localizado no distrito de Kyffhäuserkreis, estado da Turíngia.  Pertence ao Verwaltungsgemeinschaft de An der Schmücke.